# Compostaje doméstico
El Compostaje doméstico es la aplicación de las técnicas de compostaje a los residuos orgánicos originados en el ámbito doméstico, principalmente procedentes de la preparación de alimentos, de la recogida de residuos humanos o animales, y del mantenimiento de una huerta y/o jardín particular. Sólo abarca el tratamiento de residuos que no son peligrosos. Se utilizan técnicas sencillas, basadas principalmente en el uso de compostadoras y la acción de distintos organismos vivos sobre los residuos. El resultado del compostaje doméstico es un producto denominado compost que tiene múltiples aplicaciones para el abonado natural y el tratamiento de los terrenos. Por los hogares urbanos sin acceso a la tierra, el compostaje domético toma la forma extendida del lombricompostaje con el uso de lombrices.
El compostaje de proximidad es una variación del compostaje doméstico; esta metodología muy común en Europa desde 2010 en barrios, edificios, etc., cumple con gran éxito con los municipios, provincias y gobiernos nacionales por su rol de sociabilización de los usuarios.
La aplicación de estas técnicas tienen consecuencias medioambientales positivas, sobre todo en lo relacionado con el tratamiento de residuos y gestión de vertederos y la no-emisión de gases de efecto invernadero relacionada con el transporte de los dichos residuos.

## Iniciativas
Bajo la denominación de compostaje doméstico se recogen multitud de iniciativas innovadoras de las distintas Administraciones (locales, regionales y nacionales) en las respuestas a la problemática del tratamiento de los residuos. El compostaje doméstico permite el tratamiento in situ de los mismos con el consiguiente ahorro en transporte, selección y tratamiento en las grandes plantas industriales de compostaje, o su transporte y ubicación en vertederos.

## Compostadora
La compostadora o compostera es el contenedor de los residuos orgánicos mientras sufren el proceso de compostaje. La compostadora aísla los residuos del entorno permitiendo la liberación de los gases producidos, mantiene el nivel de humedad adecuado y evita el acceso de los animales. También, permite la carga de los nuevos residuos y la descarga del compost en un proceso continuo.
La compostadora debe situarse en un sitio de sombra con espacio alrededor y directamente sobre el terreno, para permitir que los organismos vivos que producen los cambios en los residuos se incorporen a estos.

## Lombricompostadora
Puede ser lombricompostera por los hogares sin acceso a una huerta(edificios en microcentros).

## Compartido
El compostaje se puede hacer en casa. O cerca de casa: compartido con amigos o vecinos. Esta iniciativa permite desarrollar el vínculo social.